# Geschichte von Helsinki
Die Stadtgeschichte von Helsinki, der Hauptstadt Finnlands, reicht bis ins 12. Jahrhundert zurück. Nach längeren Perioden schwedischen und russischen Einflusses expandierte die Hauptstadtregion bis heute zu der bevölkerungsreichsten Region in ganz Finnland.

## Schwedische Anfänge

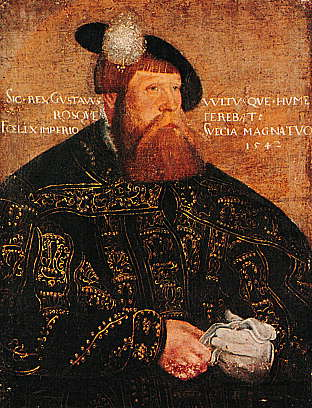
Helsinki Gründer Gustav Vasa

Unter der Herrschaft Schwedens wurde Uusimaa (schwed. Nyland) im frühen Mittelalter von schwedischen Neusiedlern in Besitz genommen. Zuvor hatten die Einwohner der Landschaft Häme im Binnenland sowie Esten von der anderen Seite der finnischen Meeresbucht die Gegend als Jagdgrund genutzt, ohne sich dort dauerhaft niederzulassen. Die Landschaft, in der sich heute Helsinki befindet, wurde seit dem Mittelalter von schwedischsprachiger Bevölkerung bewohnt. Die prominenteste Erinnerung an diese Zeit ist der Burgberg in Vartiokylänlahti. König Gustav Vasa gründete Helsinki an der Mündung des Flusses Vantaa im heutigen Stadtteil Arabiaranta am 12. Juni 1550.
In erster Linie geschah dies aus politischem Kalkül, um mit dem auf der anderen Seite der Meeresbucht gelegenen Reval (dem heutigen Tallinn) wirtschaftlich Schritt halten zu können. Der Name Helsinki leitet sich wahrscheinlich von der schwedischen Landschaft Hälsingland ab, aus der Neusiedler der Stadt kamen. Die ersten Bewohner der Stadt stammten aber auch aus dem nahen Porvoo, Ekenäs [Tammisaari] und Rauma. Der städtischen Bourgeoisie von Ulvsby wurde befohlen, in die neue Stadt überzusiedeln. Die Siedler wurden teilweise durch Überzeugung und teilweise durch offene Gewalt umgesiedelt, um eine ausreichende Bevölkerungsgrundlage der neuen Stadt aufzubauen. Das Gebiet, in der diese frühe Ansiedlung Helsinkis lag, heißt heute noch Vanhakaupunki („Altstadt“), obwohl von der ursprünglichen Stadt nichts mehr erhalten ist.
Die Stadt erhielt durch Erlass am 3. August 1569 verschiedene Privilegien auf Grundnahrungsmittel und sollte den Handel mit Russland verbessern. Allerdings entwickelte sich das Wachstum der Stadt zunächst nicht wie von der schwedischen Krone gewünscht, auch die geringe Tiefe der vorgelagerten Meeresbucht verursachte Probleme bei der Anbindung der Stadt an die genutzten Seewege.

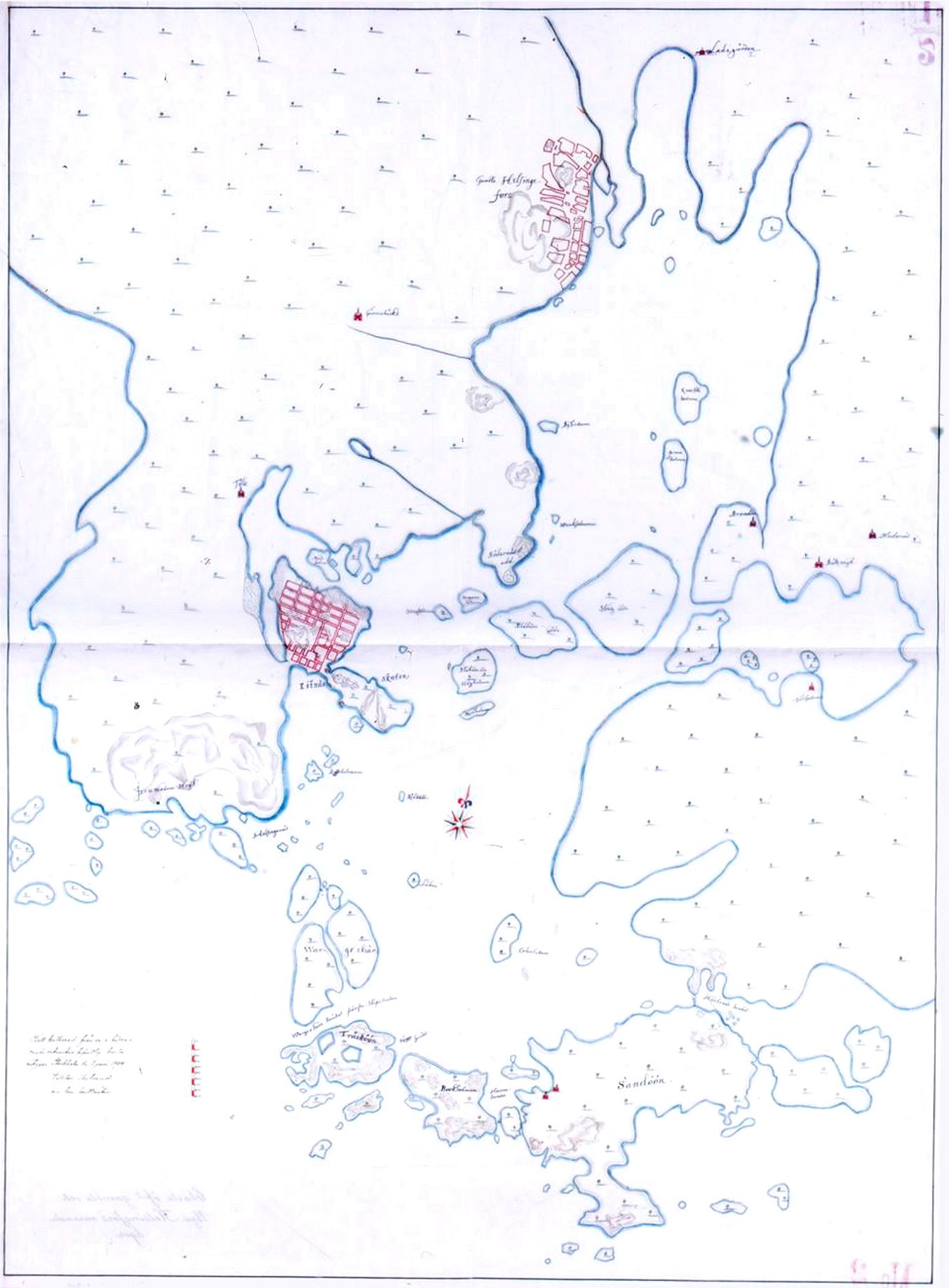
Diese Karte von Helsinki aus dem Jahr 1645 zeigt sowohl die alte Siedlung am Vantaa-Fluss als auch die des neuen Helsinki in ihrer aktuellen Position.

Als schwedische Truppen 1561 im Livländischen Krieg den Norden Estlands und Reval eroberten, verlor die ursprüngliche Intention an Bedeutung, Helsinki als schwedischen Stützpunkt und Rivalen der Stadt Reval aufzubauen. In der Ostseeregion behielt die Stadt jedoch einige Bedeutung als Militärstützpunkt. Sie bot der Armee und Flotte eine Stelle für Beladung und Überwinterung.

## Umsiedlung der Stadt

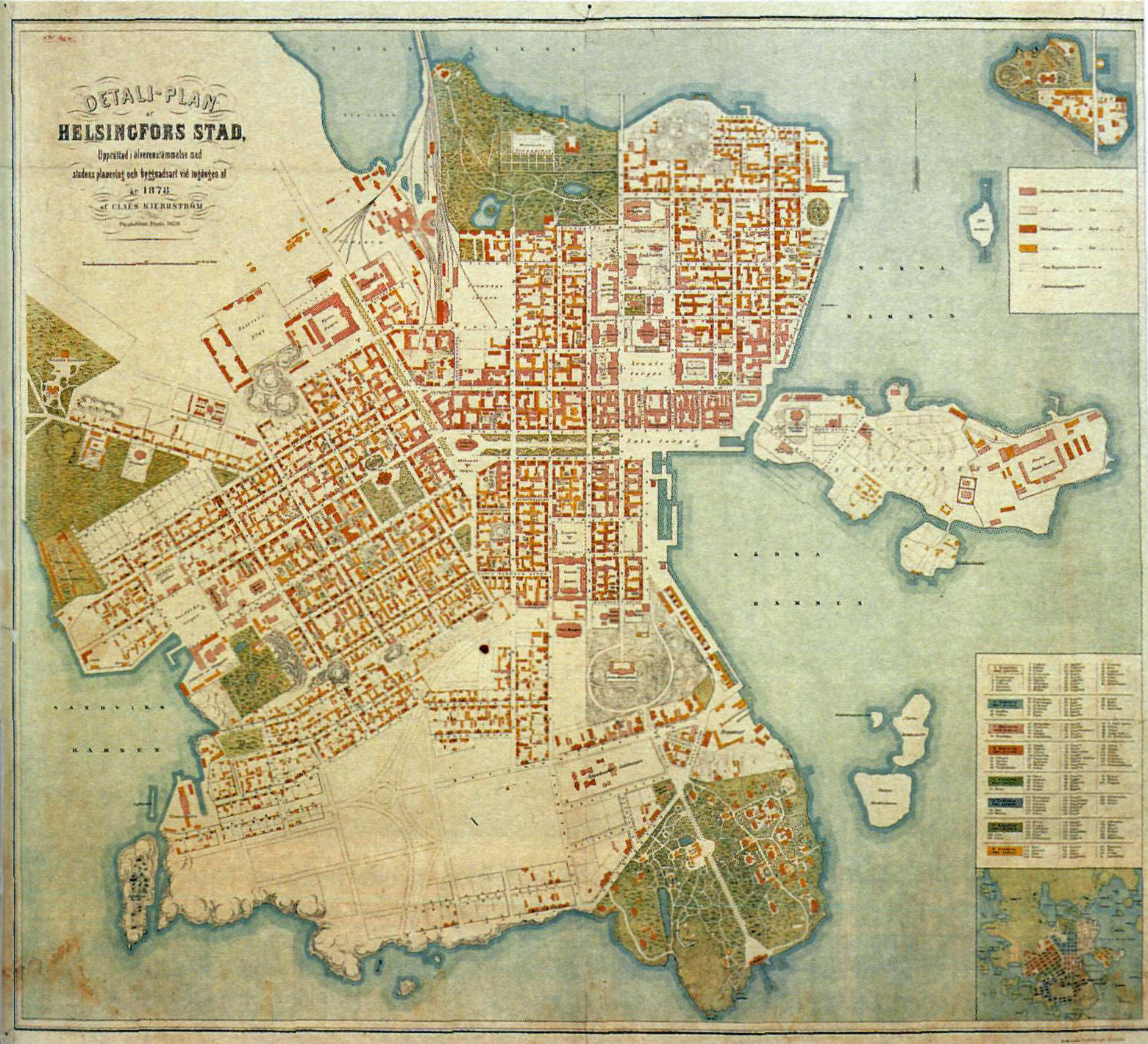
Karte Helsinkis aus den späten 1870ern

Da sich die ursprüngliche Ansiedlung in der felsigen Bucht der Mündung des Flusses Vantaa befand, war es schwierig, einen Landeplatz für große Segelschiffe zu finden. Früh gab es bereits Pläne, die Stadt näher an das offene Meer zu verlegen. Der ursprüngliche Plan war es, Helsinki im Bereich Santahamina oder dem heutigen Sörnäinen anzusiedeln, aber es wurde kurz vor Ausführung festgestellt, dass dort das Potential für ein weiteres Wachstum der Stadt zu klein gewesen wäre. Schließlich wurde im Jahre 1640 unter Leitung Generalgouverneurs Per Brahe die Stadt an den neu gewählten Ort Vironniemi (auf Schwedisch Estnäs) umgesiedelt.
Heute liegt dieser Teil der Stadt im Bezirk Kruununhaka, am Senatsplatz. Die zuvor besiedelte Stadt an der Mündung des Flusses Vantaa blieb ab diesem Datum verlassen. Die Karte von Helsinki aus dem Jahr 1645 zeigt sowohl die alte Siedlung am Vantaa-Fluss als auch die des neuen Helsinki in ihrer aktuellen Position. Neue Privilegien erhielt die Stadt unter Königin Christina (in einem königlichen Schreiben vom 17. Januar 1651). Diese umfassten auch neue Waffen zur Verteidigung.
Durch die Umsiedlung der Stadt wurde zwar eine bessere Lage mit zwei geräumigen und von der Natur geschützten Häfen erreicht. Wiederholt peinigten jedoch Brände, Hungersnot, Pest und Kriegsgefahren die Bevölkerung. Auch aufgrund der wiederholten Flucht vor herannahenden feindlichen Truppen war keine kontinuierliche Entwicklung der Stadt gegeben.

## Der Nordische Krieg
Der Große Nordische Krieg war für die Stadt mit großen Entbehrungen verbunden. Im Jahre 1710 wurde die Stadt dazu von der Pest heimgesucht, die zwei Drittel der Einwohner der Stadt tötete – 1.185 Menschen in vier Monaten. Im Jahr 1713 brannte die eigene Armee die Stadt Helsinki nieder, um zu verhindern, dass der fortschreitende Feind sie zu ihrem Vorteil nutzen könnte. Schließlich besetzten die russischen Truppen die verlassene Stadt und blieben dort in den Jahren 1713–1721. Das Gebiet wurde von den Truppen im Jahre 1721 wieder verlassen, als der Frieden von Nystad den Großen Nordischen Krieg beendete. Nach dem Krieg begann man die Stadt Helsinki nach dem alten Stadtplan wieder aufzubauen. Die weitere Entwicklung der Stadt blieb jedoch längere Zeit schwierig.
Bei den nächsten kriegerischen Auseinandersetzungen mit dem russischen Reich in den Jahren 1742–1743 wurde die Stadt Helsinki erneut besetzt, die Gebäude blieben jedoch diesmal weitgehend intakt. Da das schwedische Reich weite Gebiete verloren hatte, baute man nach 1743 befestigte Grenzburgen in Hamina auf dem Festland und die Festung Viaporin, auf einer Insel vor Helsinki. Die dort entstandene neue schwedische Seefestung Sveaborg wurde durch den Offizier Augustin Ehrensvärd etabliert. Die Ausführung dieses Großprojektes führte auch zu einer positiven Bevölkerungsentwicklung Helsinkis und einem wirtschaftlichen Aufschwung durch die Gründung mehrerer Ziegeleien und Herrenhäuser auf dem Festland.

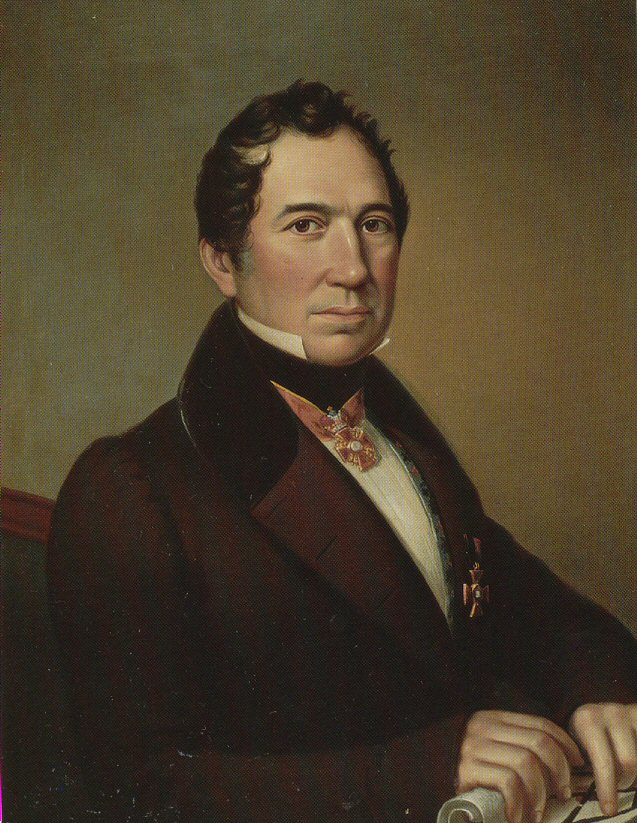
Carl Ludwig Engel

Mit den Auseinandersetzungen zwischen Napoleon und Zar Alexander I. von Russland brach im Jahr 1808 der Russisch-Schwedische Krieg aus. Russische Truppen eroberten die Stadt Helsinki erneut 1808. Während der Belagerung der Stadt zerstörte Feuer fast die ganze Stadt. Trotzdem wurde Helsinki zu einer der landesweit bevölkerungsreichsten Städte. Die Stadt hatte aber 1805 nur eine Fläche von 40 Hektar und eine Bevölkerung von 4.237 Menschen. Im Jahr 1830 war diese Bevölkerung jedoch schon auf 11.100 Menschen angewachsen, und um die Jahrhundertwende lebten bereits 93.600 Menschen in der Stadt. Etwa zur gleichen Zeit veränderte sich auch die Sprachumgebung der Stadt. Wegen der großen Migration finnischsprachiger Sprecher nach Helsinki wurde Schwedisch zu einer Minderheitensprache, auch wenn die Elite der Stadt weiterhin diese Sprache pflegte.

## Russischer Einfluss und Entwicklung zur Hauptstadt
Provinzgouverneur Gustav Fredrik Stjernvall hatte im Jahr 1810 den Vorschlag für die Verlegung der Hauptstadt von Turku nach Helsinki unterbreitet. Der Vorschlag beinhaltete unter anderem den Ausbau der Festung Viaporin, und schließlich siedelten im Jahr 1812 4.000 Menschen, die zuvor in Turku ansässig waren, nach Helsinki.

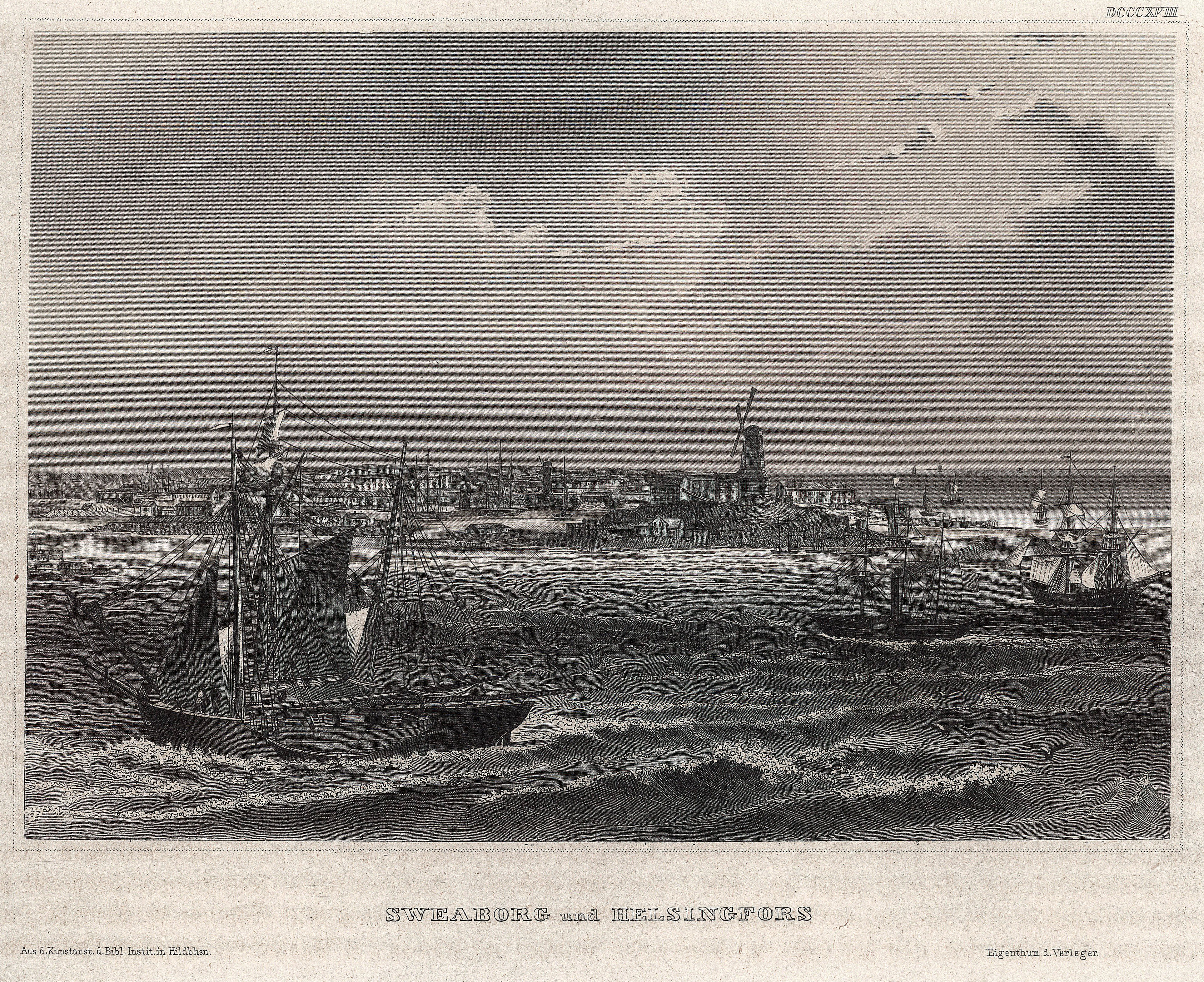
Sveaborg und Helsingfors ca. 1856

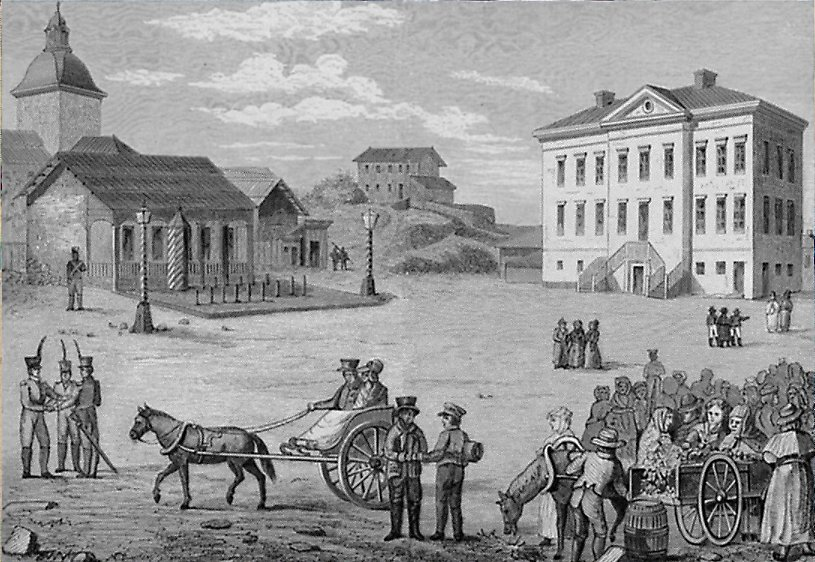
Das frühe Helsinki im Jahr 1820. Darstellung von Carl Ludwig Engel.

Nach dem verlorenen Schwedisch-Russischen Krieg musste Schweden 1809 ganz Finnland an Russland abtreten. Der Zar von Russland und neue Großherzog von Finnland, Alexander I., wollte, dass die Hauptstadt von Finnland näher an St. Petersburg und weiter entfernt von Schweden angelegt werden sollte, weshalb er am 8. April 1812 per Dekret Helsinki zur neuen Hauptstadt bestimmte.
Zur gleichen Zeit wurde Carl Ludwig Engel gewählt, um das Zentrum von Helsinki nach dem Brand der Stadt neu zu entwerfen und um der Stadt ein repräsentatives Aussehen zu geben. An der Stadtplanung dieser Zeit war auch Johan Albrecht Ehrenström beteiligt, der den neuen Plan für die Stadt Helsinki erstellte. Viele der neoklassizistischen Gebäude in Helsinki, vor allem rund um den Senatsplatz, und die weithin sichtbare Kathedrale wurden von Engel entworfen. Die umliegenden Stadtviertel bestanden aus zumeist einstöckigen Holzhäusern, von denen heute nur noch vereinzelt Bausubstanz erhalten ist. Seit dem Jahr 1819 war Helsinki Sitz des finnischen Senats und damit endgültig Hauptstadt des Großfürstentums. In vielen Stadtteilen änderte sich die Straßenszenerie durch eine große Anzahl von Jugendstil-Gebäuden, die in der Folgezeit entstanden, insbesondere in Stadtteilen Katajanokka, Kruununhaka und Eira.

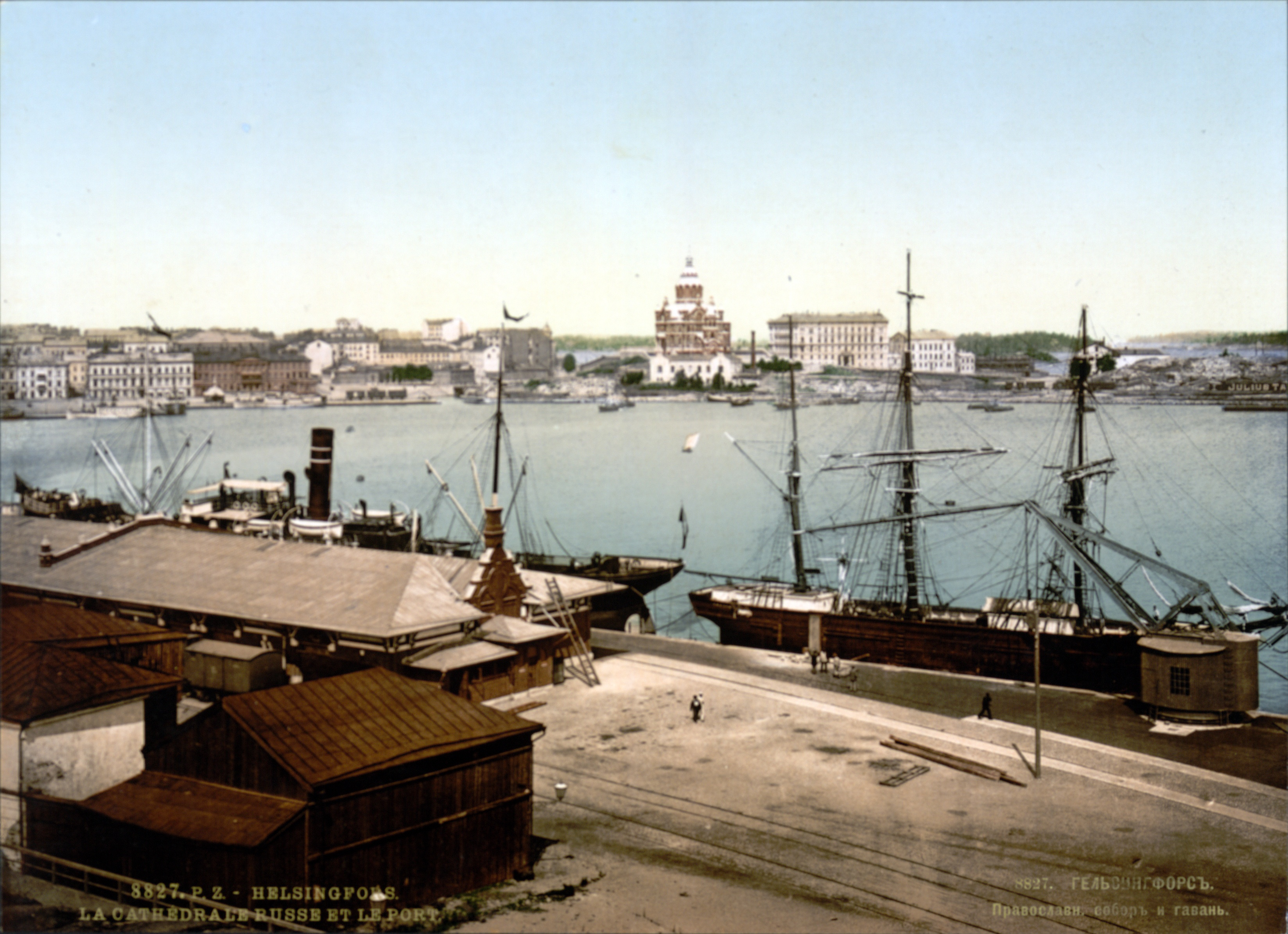
Der Hafen Helsinkis um 1895.

Nach dem Großen Brand von Turku im Jahr 1827, wurde auch die Akademie zu Turku, damals die einzige Universität Finnlands, nach Helsinki verlegt und 1828 in die Universität Helsinki umgewandelt. Zum ersten Mal wurde nun auch eine Universität in der neuen Hauptstadt etabliert. Helsinki wurde von nun an eine Verwaltungs-, Universitäts- und Garnisonsstadt, und in der Folge auch zu einem echten Industriezentrum. Wichtige Bahnverbindungen verliefen seit 1862 durch Hämeenlinna und seit 1870 nach St. Petersburg. Um die Jahrhundertwende im Jahr 1900 überschritt die Bevölkerungszahl das erste Mal 100.000 Einwohner.

## Die Stadtentwicklung von Helsinki ab 1900

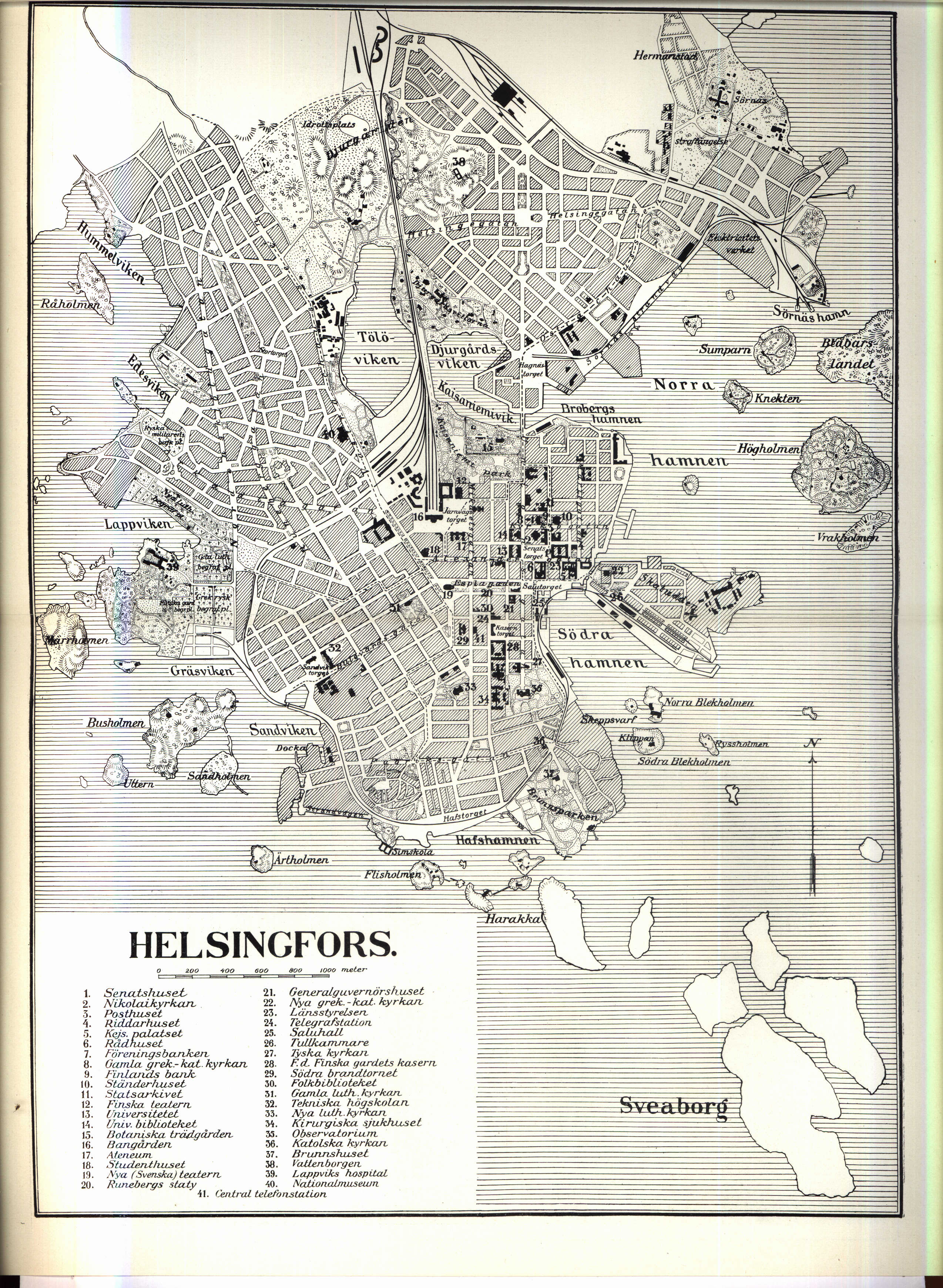
Karte Helsinkis um 1900

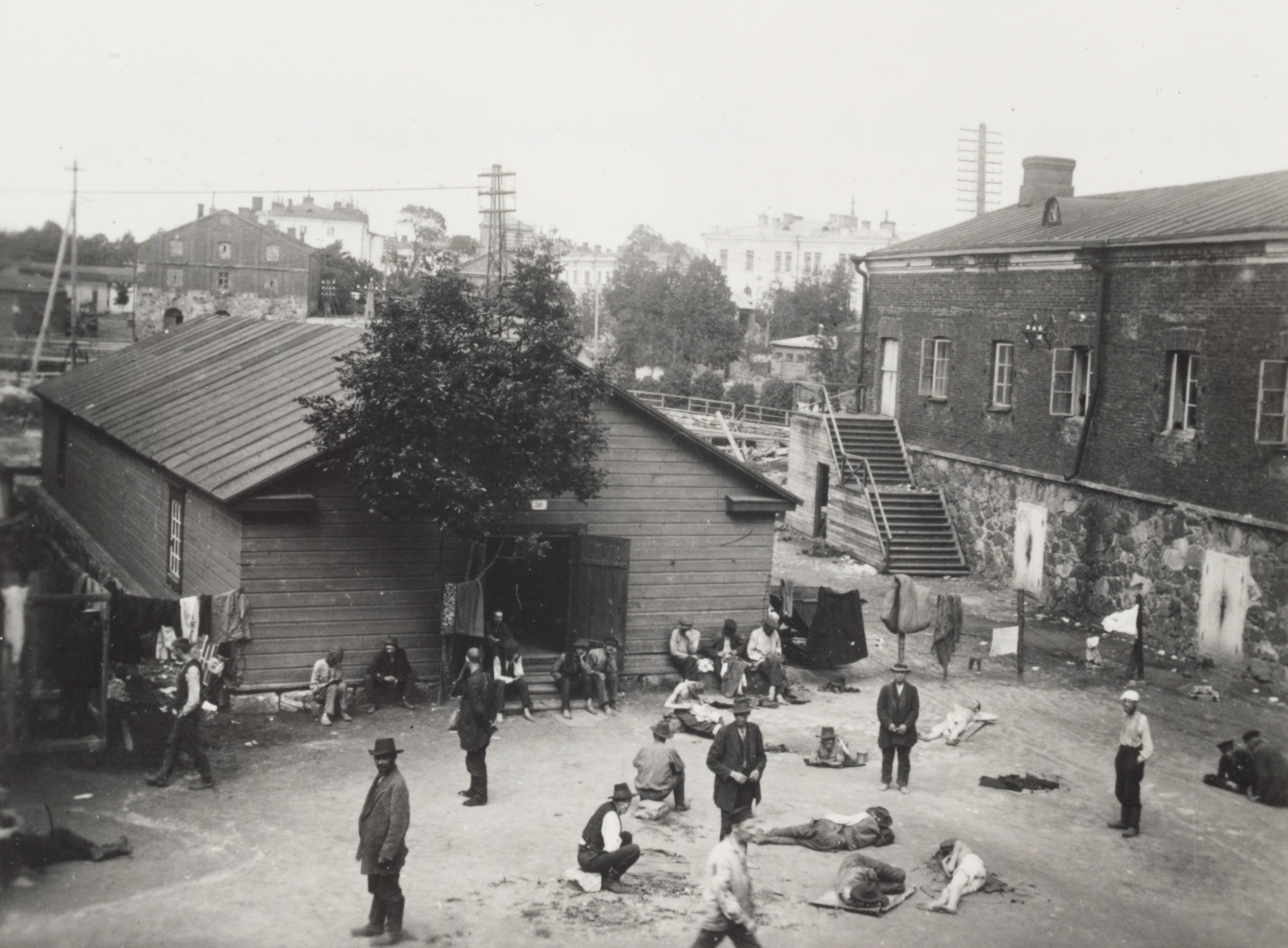
Kriegsgefangenenlager während des finnischen Bürgerkriegs in Helsinki

Um die Jahrhundertwende entstanden im Hinterland der Pitkäsilta Brücke eine ganze Reihe von Häusern, in denen über lange Zeit Arbeiter in kleinen Apartments wohnten. In der Nähe des Linnanmäki-Vergnügungsparks, wohnten ebenfalls viele Arbeiterfamilien in Holzhäusern. Zu Beginn des 20. Jahrhunderts wurden in der Kristiinankatu größer geschnittene Wohnungen für Arbeiter von der Stadt Helsinki errichtet, um bessere Lebensvoraussetzungen für Arbeiterfamilien zu schaffen.
Diese Wohnungen wurden damals zu nicht gerade geringen Mieten an besonders große Familien vergeben, deren Haushaltsvorstand schon lange im Dienst der Stadt stand. Die Holzhäuser im Stadtteil Kallio fielen jedoch ab den 1950er Jahren der Abrissbirne zum Opfer.
Helsinki wurde Hauptstadt der unabhängigen Republik Finnland mit der Unabhängigkeitserklärung vom 6. Dezember 1917. Allerdings begann der finnische Bürgerkrieg schon im nächsten Monat, am 27. Januar 1918, als sich im Arbeiterviertel Hakaniemi revolutionäre Truppen sammeln. Rotgardisten eroberten bald die Stadt und der Senat der Regierung sah sich gezwungen, nach Vaasa evakuiert zu werden.
Im April griffen deutsche Truppen zur Unterstützung der Weißen Garden in das Kriegsgeschehen ein und eroberten Helsinki nach Kämpfen am 13. April 1918. Durch Unterstützung deutscher Truppen unter General Rüdiger von der Goltz gewann die finnische Armee unter Mannerheim Helsinki zurück. Nachdem der Krieg, der zu Gunsten der bürgerlichen Weißen entschieden worden war, wurden auf der Insel Suomenlinna rund 10.000 Anhänger der Roten Armee interniert, von denen ca. 1.500 verhungerten oder an Krankheiten starben. Nach dem Bürgerkrieg diente die Seefestung Viaporin als Kriegsgefangenenlager. Im Jahre 1918 wurde der Name der Festung vor Helsinki in "Suomenlinna" geändert. Anders als in der finnischen Stadt Tampere richtete der Bürgerkrieg in Helsinki relativ wenig Schaden an.

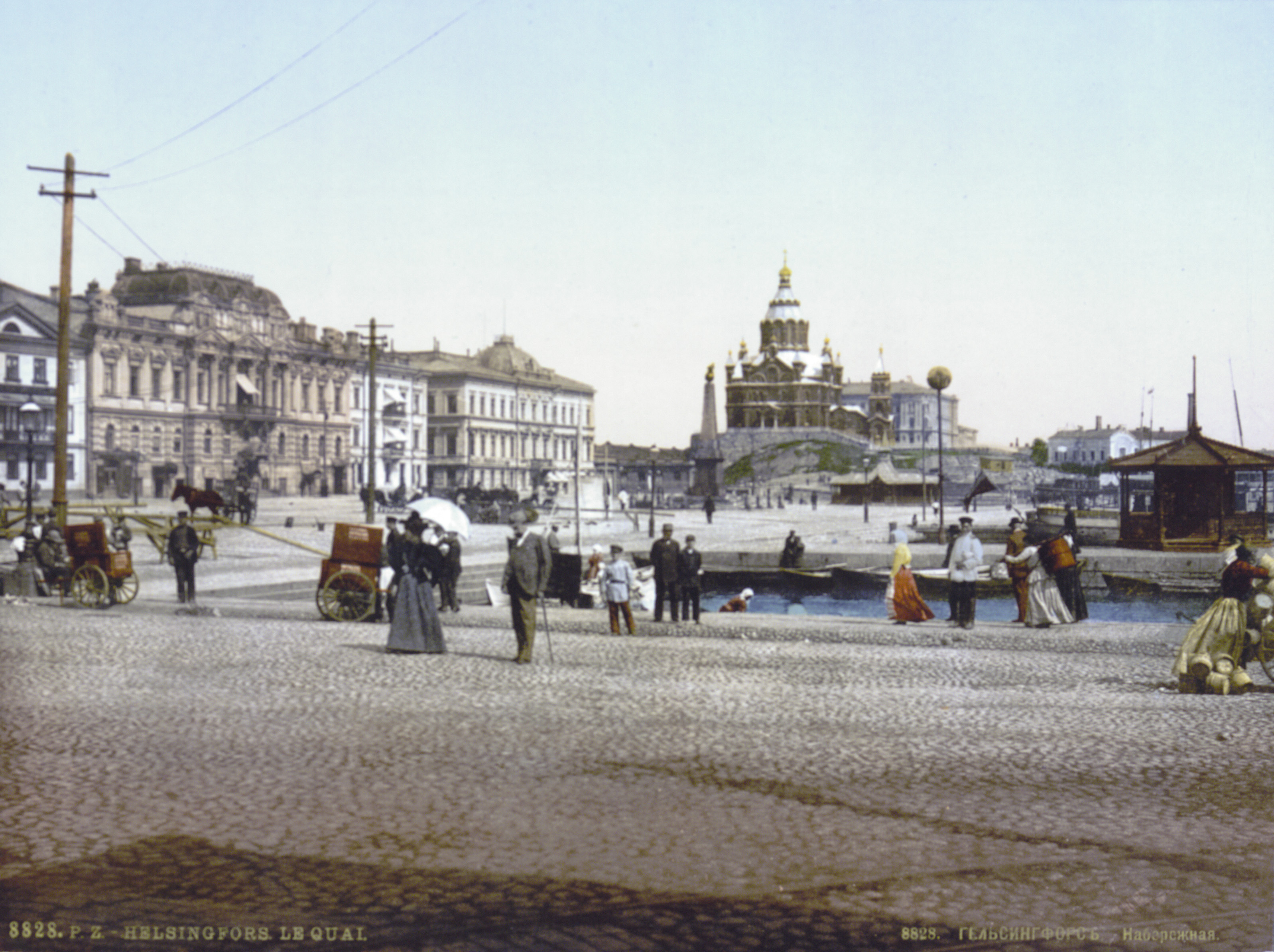
Ansicht von Helsinki um 1900

Viele der Vororte wurden in den 1920er Jahren ins Stadtgebiet integriert und aus einigen von ihnen eine getrennte Landgemeinde Helsinki gebildet. Das waren die Gemeinden Huopalahti, Haaga, Kulosaari und Oulunkylä. Dies war jedoch von kurzer Dauer, da im Jahr 1946 diese sämtlich mit Helsinki verbunden wurden. Zu Beginn des Jahrhunderts beschränkte sich das Gebiet Helsinkis noch auf die Halbinsel Helsinginniemi. Dieses Stadtgebiet wird heute als Kernstadt (kantakaupunki) bezeichnet. Die Stadt war umgeben vom Gebiet der Landgemeinde Helsinki (Helsingin maalaiskunta), deren Reste das heutige Vantaa bilden. Im Laufe der Zeit wurden immer wieder Teile der Landgemeinde in die Stadt Helsinki eingegliedert: 1906 die Stadtteile Meilahti, Käpylä und Kumpula, 1912 Pasila, 1926 Ruskeasuo und Uusipelto.

## Der Zweite Weltkrieg
Im Zweiten Weltkrieg wurde die Stadt mehrfach bombardiert. Große Zerstörungen blieben jedoch aus. Zudem war Helsinki eine der wenigen Hauptstädte neben London und Moskau in Europa, die nicht erobert wurden.
Allerdings gab es mit dem ausgehenden Krieg Notstand in der Stadt, auch weil die Stadt eine große Anzahl von Flüchtlingen aus Karelien und Porkkala aufnehmen musste.

## Die Nachkriegszeit

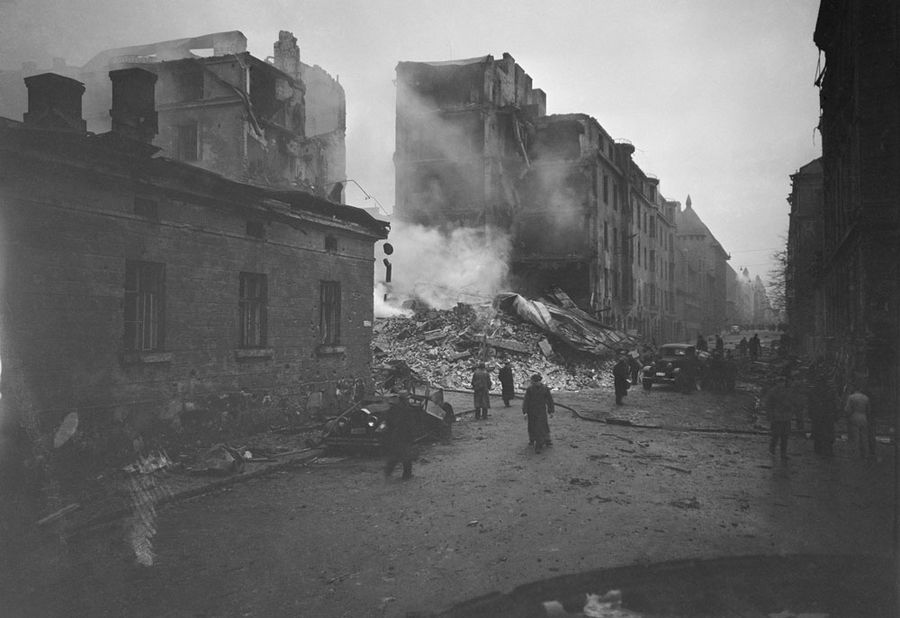
Zerstörung durch Bombenangriffe im Zweiten Weltkrieg

Helsinki sollte die Olympischen Sommerspiele im Jahr 1940 ausrichten, aber dieser Plan wurde wegen des Zweiten Weltkriegs nicht umgesetzt. Bei der darauffolgenden Planung der Olympischen Spiele in der Nachkriegszeit wurde in der Stadt viel funktionalistische Architektur gebaut. Aus dieser Zeit stammen das Olympiastadion, der Tennis-Palast, das olympische Dorf und ebenso der Glaspalast. Im Jahr 1952 konnten dann die Olympischen Spiele in Helsinki stattfinden.

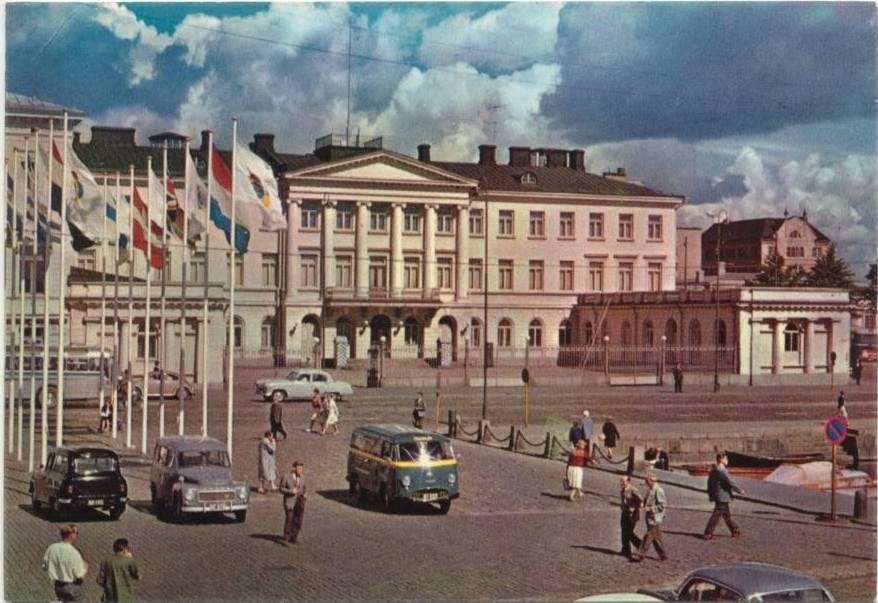
Ansicht des finnischen Präsidentenpalastes in Helsinki in den 1960er Jahren

Im Jahr 1946 wurden weitere Eingemeindungen durchgeführt, als 14 Stadtteile aus der Landgemeinde mit der Stadt Helsinki verschmolzen wurden. Zur gleichen Zeit wurden damals die zu dieser Zeit selbstständigen Gemeinden Haaga, Huopalathi, Kulosaari und Oulunkylä in die Stadt Helsinki eingemeindet. 1966 erwarb die Stadt als weiteren Stadtteil Vuosaari.

## Weiteres Wachstum
Im Jahr 1975 fand in der Finlandia-Halle die erste Konferenz über Sicherheit und Zusammenarbeit in Europa (KSZE) statt. An der Konferenz nahmen 35 Staatsoberhäupter teil. Im Treffen wurden die Grenzen der Nachkriegszeit bestätigt.
Die Stadt wuchs im Rekordtempo während der 1960/1970er Jahre. Um die Herausforderungen im stadtplanerischen Bereich zu bewältigen, die mit der wachsenden Bevölkerung zusammenhingen, wurden unterschiedliche Infrastrukturmaßnahmen wie Erweiterung und Errichtung neuer Wohngebiete, Ausbau von Straßen und Umgehungsstraßen umgesetzt.
Darüber hinaus wurde das Straßenbahnnetz der Stadt Helsinki erhalten und weiter ausgebaut und modernisiert. Die Häfen wurden zu großen Überseehäfen ausgebaut. Dabei wurden zum Teil dem Festland vorgelagerte Schäreninseln in große Landgewinnungsmaßnahmen
integriert, die das ursprüngliche Erscheinungsbild der Häfen veränderten. Im August 1982 wurde eine U-Bahn in Helsinki eröffnet.

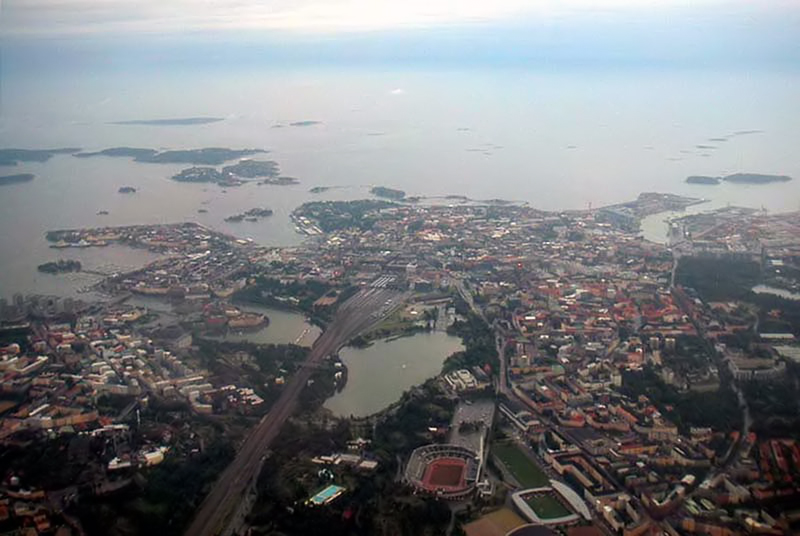
Ansicht des heutigen Helsinki aus der Luft

Anfang 2009 vergrößerte sich die städtische Region Helsinki noch einmal, als aus dem westlichen Teil Sipoos 2.660 Hektar und rund 200 Hektar aus der Stadt Vantaa nach Helsinki eingebracht wurden. Die Stadt hatte am 21. Juni 2006 beschlossen, dem Staatsrat diese Integration vorgeschlagen. Die Regierung beschloss am 28. Juni 2007 die Annexion. Das Oberste Verwaltungsgericht hatte zunächst abgelehnt, die Eingemeindung der Gebiete trat jedoch mit dem 1. Januar 2009 in Kraft.
Im Jahr 2008 zog der Frachthafen Helsinkis vom innenstadtnahen Länsisatama (Westhafen) nach Vuosaari in Ost-Helsinki um. Diese Verlagerung hat einen neuen Bauboom ausgelöst, da nun große neue Flächen in Innenstadtnähe zur Verfügung stehen. Bis 2030 entstehen auf den alten Hafen- und Industriegebieten in Jätkäsaari, Kalasatama und Kruunuvuorenranta neue Stadtteile in Meeresnähe mit Wohnungen für ca. 44.000 Einwohner.
Helsinki war ursprünglich die Heimat einer fast völlig schwedischsprachigen Oberschicht. Durch Migration der ländlichen Bevölkerung über die Jahrhunderte wandelte sich jedoch dieses Bild. Um 1890 war zum ersten Mal der Anteil der finnischsprachigen Menschen größer als die der schwedischsprachigen Stadtbevölkerung. Im Jahr 2000 ist dieser Anteil auf 7,8 % schwedischsprachiger Menschen gesunken, ein Anteil, der voraussichtlich weiter sinken wird.